# جس والتر
جس والتر (انگلیسی: Jess Walter؛ زادهٔ ۲۰ ژوئیهٔ ۱۹۶۵) مؤلف شش رمان، یک مجموعه داستان‌های کوتاه، و یک کتاب غیر داستانی اهل ایالات متحده آمریکا است. کتابهای وی در بیست و شش کشور منتشر شده و به بیست و هشت زبان ترجمه شده‌است. او از جمله دریافت‌کنندگان جایزه ادگار آلن پو است و در سال ۲۰۰۶ نامزد نهایی جایزه کتاب ملی شد.